# Theresa Lükenwerk
Theresa Lükenwerk (* 1962 in Berlin) ist eine deutsche Künstlerin. 

## Werk
Theresa Lükenwerk wurde vor allem mit ihren Rasterzeichnungen bekannt. Charakteristisch für ihre Konzeptkunst ist der Aufbau der Zeichnung aus abstrakten Rasterpunkten sowie Ausschnitt aus figurativen Bildern.
Ihre  Motive umkreisen das Thema Zeit, der  Mensch in seiner ablaufenden Lebenszeit und sein Blick in die Natur und auf die Natur.
Neben den Zeichnungen entstand 2012 die druckgrafische Arbeit Maps of Berlin. Ausgangsmaterial der Linolschnitte auf Japanpapier sind Karten der Stadt Berlin, zerlegt in einzelne Fragmente, reduziert auf das bloße Straßenraster, Lesehilfen im Schwarzlinienschnitt sind entfernt. Eine praktische Orientierung können diese Karten nicht mehr geben. Das Reale selbst ist phantastisch geworden.